# Prompton, Pennsylvania
Prompton là một thị trấn thuộc quận Wayne, tiểu bang Pennsylvania, Hoa Kỳ. Năm 2010, dân số của thị trấn này là 250 người.